# Agrilus berkwae
Agrilus berkwae es una especie de insecto del género Agrilus, familia Buprestidae, orden Coleoptera. Fue descrita científicamente por Curletti, 2002.